# Вулиця Левка Лук'яненка (Львів)
Вулиця Левка Лук'яненка — вулиця у Шевченківському районі міста Львова, місцевість Замарстинів. Пролягає від вулиці Замарстинівської до парку 700-річчя Львова, завершується глухим кутом.

## Історія та забудова
Вулиця виникла у складі села Замарстинів на початку XX століття. До 1931 року отримала офіційну назву вулиця Стебелінських. За радянських часів, у 1950 році перейменована на вулицю Шеремети, на честь Андрія Шеремети, українського актора комічного плану родом із Львівщини (за іншою версією — на честь Петра Шеремети, колишнього вояка УГА, котрий у січні 1920 року перейшов на бік Червоної армії, а згодом очолив більшовицький диверсійний загін «Червона дванадцятка». Страчений за вироком польського військового суду у 1922 році). 
Рішенням виконавчого комітету Львівської міської ради від 18 серпня 2022 року вулицю Шеремети перейменовано на пошану українського політичного та громадського діяча Левка Лук'яненка.
Вулиця Левка Лук'яненка забудована одноповерховими будинками 1930-х років у стилі конструктивізму та новими приватними садибами. Зберігся один дерев'яний будинок (№ 8) — зразок оригінальної забудови Замарстинова.